# In einem Land vor unserer Zeit VIII – Der erste Schnee
In einem Land vor unserer Zeit VIII – Der erste Schnee ist ein Zeichentrickfilm. Regie führte Charles Gosvenor. Der Film ist im Jahr 2001 in den USA erschienen. Er stammt von Universal Pictures.

## Handlung
Littlefoot ist auf einmal ganz überrascht: Eines Nachts fallen zarte weiße Flocken vom Himmel herab und legen sich auf den Boden wie eine feine Schicht Puderzucker. Zunächst sind die Dinos begeistert von der weißen Pracht, doch bald schneit es so stark, dass die Nahrungssuche dadurch fast unmöglich wird. Die Begeisterung verwandelt sich in pure Überlebensangst.

## Charaktere
| Rolle                            | Gattung     | Englischer Sprecher | Deutscher Sprecher   |
| -------------------------------- | ----------- | ------------------- | -------------------- |
| Littlefoot                       | Apatosaurus | Thomas Dekker       | Rubina Nath          |
| Cera                             | Triceratops | Anndi McAfee        | Magdalena Turba      |
| Petrie                           | Pteranodon  | Jeff Bennett        | Wolfgang Ziffer      |
| Spike                            | Stegosaurus | Rob Paulsen         | Mario von Jascheroff |
| Littlefoots Großvater            | Apatosaurus | Kenneth Mars        | Karl Schulz          |
| Littlefoots Großmutter           | Apatosaurus | Miriam Flynn        | Rita Engelmann       |
| Ceras Vater                      | Triceratops | John Ingle          | Helmut Krauss        |
| Erzähler                         |             | John Ingle          | Roland Hemmo         |
| Duckys Mutter/Petries Mutter     |             | Tress MacNeille     | Arianne Borbach      |
| Meister Plattnase                |             | Robert Guillaume    | Jochen Schröder      |
| Grauer Stachelschwanz (männlich) |             |                     | Uli Krohm            |